# 特例公債法
特例公債法（とくれいこうさいほう）は、赤字国債の発行を一年に限り認める特例法。公債特例法や赤字国債発行法と表記されることもあり、正式名称は年度によって異なる。

## 主務官庁
- 財務省主計局法規課[1]

## 概要
財政法第4条には「公共事業費、出資金及び貸付金の財源については、国会の議決を経た金額の範囲内で、公債を発行し又は借入金をなすことができる」と規定されており、この規定に基づいて、建設国債が発行できるとしている。建設される公共施設は後世にも残って国民が利用できる場合、経費について建設国債として発行できる。一方、一時的に赤字を補填するだけで国民に対して後世に残らない経費に対しては国債は発行できない。
そのため、赤字国債を発行するために1年限りの特例公債法を毎年制定することにより赤字国債を発行しており、2011年以降の特例公債法は財源の約4割を占める赤字国債発行に関する法律であることから「赤字国債発行法案」の呼称が一部マスコミで使われるようになったが、2011年度法案と2012年度法案の審議はねじれ国会下による与野党対立のため遅延し続け、2011年度法案は同年8月26日になってやっと成立し、2012年度法案は11月に入ってやっと成立した。また、2年続けて法案審議が遅延したことによって単年度の法案制定におけるリスクが問題視されたため（地方自治体の財政運営に影響が生じるなど）、2012年度法案は修正されて法律の期限を2015年度までの3年間、2016年度法案は2020年度までの5年間、2021年度法案は2025年度までの5年間とすることで赤字国債の発行をこの期限内に限って認めている。
1965年の補正予算で赤字国債を発行するために初めて制定された。その後は発行されなかったが、1975年に歳入不足から制定され1990年まで制定された。1991年から1993年まで好景気による税増収があったため制定されなかったが、1994年から2012年まで赤字国債を発行するために毎年制定され続けている。

## 歴代の特例公債法
1984年（昭和59年）度から自転車操業を許容している。
- 昭和四十年度における財政処理の特別措置に関する法律（昭和41年1月19日法律第4号）
- 昭和五十年度の公債の発行の特例に関する法律（昭和50年12月25日法律第89号）
- 昭和五十一年度の公債の発行の特例に関する法律（昭和51年10月16日法律第73号）
- 昭和五十二年度の公債の発行の特例に関する法律（昭和52年5月28日法律第50号）
- 昭和五十三年度における財政処理のための公債の発行及び専売納付金の納付の特例に関する法律（昭和53年5月15日法律第43号）
- 昭和五十四年度の公債の発行の特例に関する法律（昭和54年5月2日法律第26号）
- 昭和五十五年度の公債の発行の特例に関する法律（昭和55年5月2日法律第37号）
- 財政運営に必要な財源の確保を図るための特別措置に関する法律（昭和56年5月11日法律第39号）
- 昭和五十七年度の公債の発行の特例に関する法律（昭和57年5月1日法律第41号）
- 昭和五十八年度の財政運営に必要な財源の確保を図るための特別措置に関する法律（昭和58年5月20日法律第45号）
- 昭和五十九年度の財政運営に必要な財源の確保を図るための特別措置等に関する法律（昭和59年6月30日法律第52号）
- 昭和六十年度の財政運営に必要な財源の確保を図るための特別措置に関する法律（昭和60年6月28日法律第84号）
- 昭和六十一年度の財政運営に必要な財源の確保を図るための特別措置に関する法律（昭和61年5月23日法律第61号）
- 昭和六十二年度の財政運営に必要な財源の確保を図るための特別措置に関する法律（昭和62年6月2日法律第51号）
- 昭和六十三年度の財政運営に必要な財源の確保を図るための特別措置に関する法律（昭和63年5月20日法律第52号）
- 平成元年度の財政運営に必要な財源の確保を図るための特別措置に関する法律（平成元年6月28日法律第42号）
- 湾岸地域における平和回復活動を支援するため平成二年度において緊急に講ずべき財政上の措置に必要な財源の確保に係る臨時措置に関する法律（平成3年3月13日法律第2号）
- 平成六年分所得税の特別減税の実施等のための公債の発行の特例に関する法律（平成6年3月31日法律第28号）
- 平成七年度における租税収入の減少を補うための公債の発行の特例に関する法律（平成7年5月22日法律第100号）
- 平成七年度における公債の発行の特例に関する法律（平成8年2月23日法律第2号）
- 平成八年度における財政運営のための公債の発行の特例等に関する法律（平成8年5月17日法律第41号）
- 平成九年度における財政運営のための公債の発行の特例等に関する法律（平成9年3月31日法律第27号）
- 平成十年度における財政運営のための公債の発行の特例等に関する法律（平成10年3月31日法律第35号）
- 平成十一年度における公債の発行の特例に関する法律（平成11年3月25日法律第3号）
- 平成十二年度における公債の発行の特例に関する法律（平成12年3月24日法律第3号）
- 平成十三年度における公債の発行の特例に関する法律（平成13年3月30日法律第12号）
- 平成十四年度における財政運営のための公債の発行の特例等に関する法律（平成14年3月31日法律第20号）
- 平成十五年度における公債の発行の特例に関する法律（平成15年3月31日法律第18号）
- 平成十六年度における財政運営のための公債の発行の特例等に関する法律（平成16年3月31日法律第22号）
- 平成十七年度における財政運営のための公債の発行の特例等に関する法律（平成17年3月31日法律第19号）
- 平成十八年度における財政運営のための公債の発行の特例等に関する法律（平成18年3月31日法律第11号）
- 平成十九年度における財政運営のための公債の発行の特例等に関する法律（平成19年3月31日法律第25号）
- 平成二十年度における公債の発行の特例に関する法律（平成20年4月30日法律第24号）
- 財政運営に必要な財源の確保を図るための公債の発行及び財政投融資特別会計からの繰入れの特例に関する法律（平成21年3月31日法律第17号）
- 平成二十二年度における財政運営のための公債の発行の特例等に関する法律（平成22年3月31日法律第7号）
- 平成二十三年度における公債の発行の特例に関する法律（平成23年8月30日法律第106号）
- 財政運営に必要な財源の確保を図るための公債の発行の特例に関する法律（平成24年11月26日法律第101号）
- 東日本大震災からの復興のための施策を実施するために必要な財源の確保に関する特別措置法及び財政運営に必要な財源の確保を図るための公債の発行の特例に関する法律の一部を改正する法律（平成28年3月31日法律第23号）
- 財政運営に必要な財源の確保を図るための公債の発行の特例に関する法律の一部を改正する法律（令和3年4月1日法律第13号）